# Aviram Baruchyan
Aviram Baruchyan (em hebraico: אבירם ברוכיאן - Jerusalém, 20 de março de 1985) é um futebolista israelense. Sua equipe atual é o Polónia Varsóvia.